# Маркелов, Константин Алексеевич
Константин Алексеевич Маркелов (род. 16 июня 1962, Никольское, Астраханская область) — российский государственный деятель, глава правительства Астраханской области в 2005—2017 годах, ректор Астраханского государственного университета с 2019 до 2023 года.
Начинал карьеру как советский партийный работник. Стал широко известен в 2021 году после отчисления студентов из-за участия в протестном митинге 23 января 2021 года.
8 сентября 2023 года было возбуждено уголовное дело, Константину Маркелову инкриминируется совершение преступления, предусмотренного статьёй 159 часть 3 Уголовного кодекса Российской Федерации («Мошенничество, совершенное лицом с использованием своего служебного положения, а равно в крупном размере»). 15 сентября он попрощался с коллегами и оповестил, что по решению учредителя с ним прекращены трудовые отношения.

## Биография
Родился 16 июня 1962 года в селе Никольское Камызякского района Астраханской области.
В 1984 году окончил Астраханский государственный педагогический институт по специальности «учитель математики и физики». С 1989 года — заведующий отделом идеологической работы и секретарь Астраханского обкома ВЛКСМ.
В 1993 году окончил Российскую академию управления, в 1995 году — Российскую академию госслужбы при Президенте РФ.
До 2001 года был председателем лицензионной палаты администрации Астраханской области. В 2001—2005 годах — член Совета Федерации от исполнительного органа государственной власти Астраханской области. В 2005—2017 годах — глава правительства Астраханской области.
В 2005 году в Российской академии госслужбы защитил диссертацию на соискание учёной степени кандидата экономических наук по теме «Регулирование интеграционных процессов в СНГ в современных условиях». Научный руководитель — Алексей Михайлович Емельянов. Согласно анализу «Диссернета» кандидатская диссертация Маркелова на 77 % состоит из плагиата: на 99 из 149 страниц диссертации обнаружены масштабные заимствования из защищённой там же в 2003 году докторской диссертации А. Н. Михайленко. В самом «Диссернете» констатировали, что Маркелов не может быть лишён степени, так как у его диссертации «вышел срок давности».
В ноябре 2014 года покинул партию «Единая Россия», но вошёл в «Совет сторонников Единой России».
В апреле 2017 года был отправлен в отставку с поста главы правительства Астраханской области.
7 февраля 2018 года был назначен исполняющим обязанности ректора Астраханского государственного университета, а 22 мая 2019 года — ректором.
29 января 2021 года принял решение отчислить трёх студентов университета за участие в прошедшем неделей ранее митинге против ареста Алексея Навального. Маркелов использовал начатые против студентов дела об административном правонарушении в качестве причины их отчисления, что вызвало критику со стороны ряда общественных деятелей.
В 2021 году астраханцы создали петицию об отставке Маркелова, а политический деятель Николай Рыбаков пытался добиться проверки в отношении ректора АГУ и лишить его ученой степени. Эти события были связаны с несанкционированным митингом на площади Ленина, после которого были отчислены три студента вуза.
В сентябре 2023 Маркелов был отправлен в отставку с поста ректора Астраханского государственного университета.

## Санкции
6 марта 2022 года после вторжения России на Украину подписал письмо в поддержу российской агрессии. С 9 июня 2022 года находится под персональными санкциями Украины за поддержку войны. Также был внесён ФБК в список коррупционеров и разжигателей войны за поддержку нападения на Украину, 16 марта 2022 года форумом свободной России внесён в «Список Путина» и доклад «поджигателей войны» с предложением введения против него международных санкций.

## Семья
Мать, Лидия Сергеевна, работала учительницей начальных классов. Отец, Алексей Константинович, служил на сейнере, затем стал капитаном на вспомогательных судах Каспийской флотилии.
Жена — Валентина Геннадьевна Маркелова (Соколова).
Сын — Евгений Константинович Маркелов, заместитель генерального директора — руководитель Представительства АО «ОЭЗ „Лотос“» в Астрахани.

## Награды и звания
- Орден Дружбы (17 сентября 2009 года) — за достигнутые трудовые успехи и многолетнюю добросовестную работу[28]
- Медаль ордена «За заслуги перед Отечеством» II степени (15 января 1998 года) — за заслуги перед государством, многолетний добросовестный труд и большой вклад в укрепление дружбы и сотрудничества между народами[29]
- Орден «Содружество» (14 ноября 2003 года, Межпарламентская ассамблея СНГ) — за активное участие в деятельности Межпарламентской Ассамблеи и её органов, вклад в укрепление дружбы между народами  государств — участников Содружества[30]
- Юбилейный знак ЦК ВЛКСМ «70 лет ВЛКСМ» (1988)[31]
- Знак ЦК ВЛКСМ «Лучшему учителю-комсомольцу» (1987)[31]